# Terry Crews

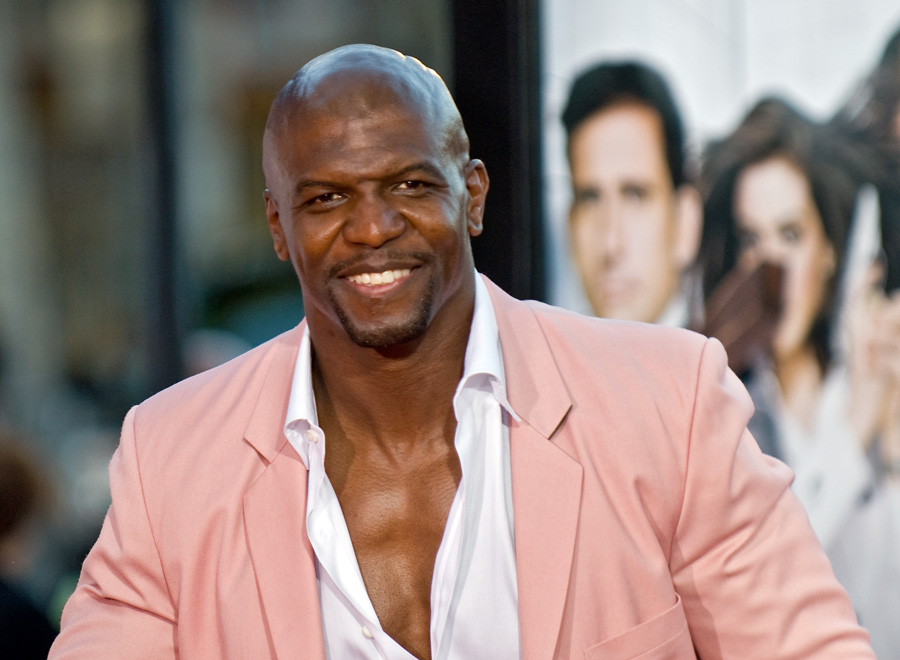
Niezniszczalni 3 (2014) jako Hale Caesar

Terry Crews, właśc. Terrence Alan Crews (ur. 30 lipca 1968 we Flint) – amerykański aktor filmowy i telewizyjny, były futbolista. Występował w takich filmach jak Agenci bardzo specjalni, Niezniszczalni czy Terminator: Ocalenie.

## Życiorys

### Wczesne lata
Urodził się we Flint w stanie Michigan w rodzinie chrześcijańskiej jako syn Patricii i Terry’ego Crewsa Seniora. Po zdobyciu wielu nagród w szkole średniej za talent artystyczny otrzymał stypendium od Chrysler Motor Corporation, aby uczęszczać do Interlochen Art Academy. Uczęszczał do Flint Southwestern Academy i Western Michigan University, gdzie grał w piłkę nożną i futbol amerykański w uniwersyteckiej drużynie Western Michigan Broncos. W 1988 zdobył mistrzostwa Mid-American Conference.

### Kariera sportowa
W 1991 został wybrany w jedenastej rundzie draftu NFL przez Los Angeles Rams. W ciągu sześciu lat rozegrał w tej lidze trzy sezony jako zawodnik Rams (1991), San Diego Chargers (1993) i Washington Redskins (1995). Był także w szerokiej kadrze Philadelphia Eagles (1996). Grał na pozycji defensive end.

### Kariera aktorska
W 2006 został nominowany do nagrody Teen Choice w kategorii Ulubiona serialowa „jednostka rodzicielska” za rolę Juliusa w serialu Wszyscy nienawidzą Chrisa.
Wystąpił w kilku reklamach Old Spice. 17 września 2013 przyjął rolę sierżanta Terry’ego Jeffordsa, kulturysty, którego oczkiem w głowie są jego dzieci oraz żona w sitcomie policyjnym Brooklyn 9-9. W sezonie 2014/2015 prowadził amerykańską wersję teleturnieju Milionerzy – Who Wants to Be a Millionaire?. Od 2019 jest prowadzącym America’s Got Talent. 
Był na okładkach „Muscle & Fitness” (w marcu 2012 i w czerwcu 2017), „Men’s Fitness” (w listopadzie 2014) i „Men’s Health” (w maju 2019).

## Życie prywatne
29 lipca 1990 ożenił się z Rebeccą King-Crews. Mają trzy córki: Azriel (ur. 1990), Terę (ur. 1999) i Wynfrey (ur. 2004) i jednego syna Isaiaha (ur. 2007). Ma jedną pasierbicę Naomi (ur. 1989) i wnuczkę z poprzedniego związku żony.
W 2014 Crews wydał swoją autobiografię Manhood: How to Be a Better Man or Just Live with One, gdzie ujawnił informację na temat jego długotrwałego uzależnienia od pornografii, co poważnie wpłynęło na jego małżeństwo i jego życie, w 2009 i 2010 przeszedł terapię. Jest wujkiem aktorki Storm Ascher.
Crews za pośrednictwem Twittera ujawnił, że w październiku 2016 podczas imprezy w Hollywood był molestowany seksualnie w obecności swojej żony przez „wysoko postawionego producenta”. Aktor nie zgłosił zdarzenia obawiając się ostracyzmu.

## Filmografia

### Filmy fabularne
| Rok  | Tytuł                                                                       | Rola                                                          | Reżyser                       |
| ---- | --------------------------------------------------------------------------- | ------------------------------------------------------------- | ----------------------------- |
| 2000 | 6-ty dzień (The 6th Day)                                                    | Vincent Bansworth                                             | Roger Spottiswoode            |
| 2001 | Dzień próby (Training Day)                                                  | członek gangu (niewymieniony w czołówce)                      | Antoine Fuqua                 |
| 2002 | Kto pierwszy, ten lepszy (Serving Sara)                                     | Vernon                                                        | Reginald Hudlin               |
| 2002 | Kolejny piątek (Friday After Next)                                          | Damon Pearly                                                  | Marcus Raboy                  |
| 2003 | Wybaw nas od Ewy (Deliver Us from Eva)                                      | Wielki Barman                                                 | Gary Hardwick                 |
| 2003 | Raperzy z Malibu (Malibu's Most Wanted)                                     | 8 piłka                                                       | John Whitesell                |
| 2003 | Baadasssss!                                                                 | Wielki T                                                      | Mario Van Peebles             |
| 2004 | Soul Plane: Wysokie loty (Soul Plane)                                       | wykidajło                                                     | Jessy Terrero                 |
| 2004 | Starsky i Hutch (Starsky & Hutch)                                           | portier                                                       | Todd Phillips                 |
| 2004 | Agenci bardzo specjalni (White Chicks)                                      | Latrell Spencer                                               | Keenen Ivory Wayans           |
| 2005 | Wykiwać klawisza (The Longest Yard)                                         | Cheeseburger Eddy „89”                                        | Peter Segal                   |
| 2006 | Alibi (The Alibi)                                                           | Szalony Osiem                                                 | Matt Checkowski, Kurt Mattila |
| 2006 | Ciężkie czasy (film) (Harsh Times)                                          | Darrell                                                       | David Ayer                    |
| 2006 | Grzanie ławy (The Benchwarmers)                                             | Steven, grający w pokera                                      | Dennis Dugan                  |
| 2006 | Puff, Puff, Pass                                                            | Cool Crush Ice Killa                                          | Mekhi Phifer                  |
| 2006 | Klik: I robisz, co chcesz (Click)                                           | śpiewający mężczyzna w samochodzie (niewymieniony w czołówce) | Frank Coraci                  |
| 2006 | Idiokracja (Idiocracy)                                                      | prezydent Dwayne Elizondo Mountain Dew Herbert Camacho        | Mike Judge                    |
| 2006 | Inland Empire                                                               | ulicznik                                                      | David Lynch                   |
| 2007 | Norbit                                                                      | Wielki Czarny Jack Latimore                                   | Brian Robbins                 |
| 2007 | Jak obrabować bank (How to Rob a Bank)                                      | oficer Degepse                                                | Andrews Jenkins               |
| 2007 | Who's Your Caddy?                                                           | Tank                                                          | Don Michael Paul              |
| 2007 | Piłki z jajami (Balls of Fury)                                              | Freddy „Fingers” Wilson                                       | Robert Ben Garant             |
| 2008 | Królowie ulicy (Street Kings)                                               | detektyw II Terrence Washington                               | David Ayer                    |
| 2008 | Dorwać Smarta (Get Smart)                                                   | agent 91                                                      | Peter Segal                   |
| 2008 | Bruce i Lloyd dorywają Smarta (Get Smart's Bruce and Lloyd: Out of Control) | agent 91                                                      | Gil Junger                    |
| 2009 | Terminator: Ocalenie (Terminator Salvation)                                 | kapitan Jericho                                               | Joseph McGinty Nichol         |
| 2009 | Gamer                                                                       | Hackman                                                       | Mark Neveldine, Brian Taylor  |
| 2010 | Niezniszczalni (The Expendables)                                            | Hale Caesar                                                   | Sylvester Stallone            |
| 2010 | Loteria (Lottery Ticket)                                                    | Jimmy, kierowca                                               | Erik White                    |
| 2010 | Middle Men                                                                  | James                                                         | George Gallo                  |
| 2011 | Druhny (Bridesmaids)                                                        | instruktor na obozie (Cameo)                                  | Paul Feig                     |
| 2012 | Niezniszczalni 2 (The Expendables 2)                                        | Hale Caesar                                                   | Simon West                    |
| 2013 | Straszny film 5 (Scary Movie 5)                                             | Martin                                                        | Malcolm D. Lee                |
| 2013 | Aztec Warrior                                                               | Juan Claudio                                                  | Scott Sanders                 |
| 2013 | Klopsiki kontratakują (Cloudy with a Chance of Meatballs 2)                 | Earl Devereaux (głos)                                         | Cody Cameron, Kris Pearn      |
| 2014 | The Single Moms Club                                                        | Branson                                                       | Tyler Perry                   |
| 2014 | Motywacja (Reach Me)                                                        | Wilson                                                        | John Herzfeld                 |
| 2014 | Ostatni gwizdek (Draft Day)                                                 | Earl Jennings                                                 | Ivan Reitman                  |
| 2014 | Rodzinne rewolucje (Blended)                                                | Nickens                                                       | Frank Coraci                  |
| 2014 | Niezniszczalni 3 (The Expendables 3)                                        | Hale Caesar                                                   | Patrick Hughes                |
| 2015 | The Ridiculous 6                                                            | Chico                                                         | Frank Coraci                  |
| 2017 | Sandy Wexler                                                                | Bobby                                                         | Steven Brill                  |
| 2017 | Where's the Money                                                           | Leon                                                          | Scott Zabielski               |
| 2018 | Sorry to Bother You                                                         | Sergio Green                                                  | Boots Riley                   |
| 2018 | Deadpool 2                                                                  | Jesse Aaronson / Bedlam                                       | David Leitch                  |

### Seriale TV
- 2004: CSI: Kryminalne zagadki Miami jako Craig Waters
- 2005: On, ona i dzieciaki jako Darryl
- 2005 The Boondocks jako Niggas/inspektor do spraw zdrowia/czarny detektyw (głos)
- 2005–2009: Wszyscy nienawidzą Chrisa jako Julius
- 2010–2012: Daleko jeszcze? jako Nick Kingston-Persons
- 2012: Newsroom jako Lonny Church
- 2013: Bogaci bankruci (Arrested Development) jako Herbert Love
- 2013: Mega Spider-Man jako Blade (głos)
- 2013: Zwyczajny serial jako Brock Stettman (głos)
- 2013–2021: Brooklyn 9-9 jako Terry Jeffords
- 2014: Amerykański tata jako Heinrich Brown (głos)